# Hyperion (cheval)
Pour les articles homonymes, voir Hyperion.
Hyperion (1930-1960) est l'un des chevaux de course les plus célèbres du XXe siècle. Champion sur les pistes, il fut surtout l'un des étalons les plus influents du siècle.

## Carrière de courses
Propriété de son éleveur, Lord Derby, et confié aux soins de l'un des meilleurs entraîneurs anglais, George Lambton, Hyperion était un poulain bien né mais de petite taille, mesurant tout juste 1,50 mètre au garrot. Il se révéla pourtant un champion dès ses 2 ans, remportant les New Stakes à Ascot et les Dewhurst Stakes à Newmarket. À 3 ans, il fit l'impasse sur les 2000 Guinées, mais réalisa un sans faute, alignant quatre victoires en autant de sorties dans le Chester Vase, le Derby d'Epsom (remporté de quatre longueurs, record à la clé en 2'34"), les Prince of Wales's Stakes et le St. Leger.
Hyperion passa l'année suivante sous les ordres de Colledge Leader, Lord Derby considérant George Lambton trop âgé pour s'occuper de ce cheval réputé paresseux au travail le matin. Hyperion effectua une rentrée gagnante dans les March Stakes, où il écrasa la concurrence de dix longueurs, enchaîna avec une victoire dans les Burwell Stakes, un handicap. Mais son entourage voulut s'aventurer sur les 4000 mètres de la Gold Cup. Cependant, le cheval, peu à l'aise sur une aussi longue distance, termina troisième. Revenu sur 2400 mètres, il connut toutefois une nouvelle défaite, de justesse, dans les Dullingham Stakes à Newmarket, et Lord Derby décida de retirer son cheval de la compétition.

## Au haras
Devenu étalon, Hyperion marqua sensiblement et durablement l'élevage de pur-sang, et ce dans le monde entier. Il fut ainsi sacré six fois tête de liste des étalons en Angleterre et en Irlande, et quatre fois tête de liste des pères de mères. Ses 527 rejetons remportèrent 752 courses, et 118 d'entre eux furent "stakes winners", dont sept lauréats classiques. Parmi ses meilleurs produits, figurent : 
- Owen Tudor, 1938 — Derby d'Epsom (1941), Ascot Gold Cup (1942)
- Sun Chariot, 1939 — Triple Couronne des pouliches en 1942 : 1000 Guinées, Oaks, St Leger
- Pensive, 1941 — Kentucky Derby (1944), Preakness Stakes (1944)
- Aureole, 1950 — Coronation Cup (1954), King George VI and Queen Elizabeth Stakes (1954)
- Godiva, 1937 — 1000 Guinées (1940), New Oaks Stakes (1940)
- Gulf Stream, 1943 — Gimcrack Stakes (1945), Eclipse Stakes (1946)
- Hypericum, 1943 — Dewhurst Stakes (1945), 1000 Guinées (1946)
- Sun Castle, 1938 — St Leger (1941)
- Sun Stream, 1942 — 1000 Guinées (1945), Epsom Oaks (1945)
- Heliopolis, 1936 — Tête de liste des étalons américains en 1950 et 1954.

Père de mères exceptionnel, Hyperion est celui de Nearctic, le père de Northern Dancer, l'étalon le plus important du XXe siècle, du crack américain Citation ou du légendaire stayer Alycidon. Mais c'est surtout via ses fils qu'il a influencé l'élevage mondial : ils furent tête de liste des étalons un peu partout sur la planète. Aureole le fut deux fois en Angleterre et Owen Tudor, s'il n'y parvint jamais, produisit les cracks Abernant et Tudor Minstrel (deux des chevaux les plus estimés de l'histoire selon Timeform) ; Ruthless fut deux fois tête de liste en Nouvelle-Zélande, tandis qu'en Australie, si Helios eut cet honneur en 1949, c'est surtout son petit-fils Star Kingdom (cinq fois tête de liste) qui marqua durablement l'élevage ; Coastal Traffic et Babu's Pet furent tête de liste en France, Aldis Lamp en Belgique, Hyperbole en Suède, Deimos deux fois en Afrique du Sud, Aristophanes en Argentine où il donna le champion Forli, le père de mère de Special (mère de Nureyev et grand-mère de Sadler's Wells). D'autres fils de Hyperion brillèrent ailleurs encore.
Hyperion est mort en 1960, à 30 ans. Depuis  2009, son squelette est exposé au National Horseracing Museum de Newmarket, où il remplace celui de Eclipse, envoyé quant à lui au Royal Veterinary College. Une statue en bronze, grandeur nature, d'Hyperion a été érigée à l'entrée du Jockey Club de Newmarket.

## Origines
Hyperion est un fils du champion et grand étalon Gainsborough, lauréat de la Triple couronne britannique en 1918. Sa mère, Selene, fut une poulinière exceptionnelle, puisqu'elle donna aussi Sickle, vainqueur des Prince of Wales's Stakes et aïeul de Native Dancer et Sea Bird, et Pharamond (Middle Park Stakes).

### Pedigree
| Origines de Hyperion (GB), mâle alezan né en 1930 | Origines de Hyperion (GB), mâle alezan né en 1930 | Origines de Hyperion (GB), mâle alezan né en 1930 | Origines de Hyperion (GB), mâle alezan né en 1930 |
| ------------------------------------------------- | ------------------------------------------------- | ------------------------------------------------- | ------------------------------------------------- |
| Père Gainsborough 1915                            | Bayardo 1906                                      | Bay Ronald 1893                                   | Hampton                                           |
| Père Gainsborough 1915                            | Bayardo 1906                                      | Bay Ronald 1893                                   | Black Duchess                                     |
| Père Gainsborough 1915                            | Bayardo 1906                                      | Galicia 1898                                      | Galopin                                           |
| Père Gainsborough 1915                            | Bayardo 1906                                      | Galicia 1898                                      | Isoletta                                          |
| Père Gainsborough 1915                            | Rosedrop 1907                                     | St Frusquin 1893                                  | St. Simon                                         |
| Père Gainsborough 1915                            | Rosedrop 1907                                     | St Frusquin 1893                                  | Isabel                                            |
| Père Gainsborough 1915                            | Rosedrop 1907                                     | Rosaline 1901                                     | Trenton                                           |
| Père Gainsborough 1915                            | Rosedrop 1907                                     | Rosaline 1901                                     | Rosalys                                           |
| Mère Selene 1919                                  | Chaucer 1900                                      | St. Simon 1881                                    | Galopin                                           |
| Mère Selene 1919                                  | Chaucer 1900                                      | St. Simon 1881                                    | St Angela                                         |
| Mère Selene 1919                                  | Chaucer 1900                                      | Cantebury Pilgrim 1893                            | Tristan                                           |
| Mère Selene 1919                                  | Chaucer 1900                                      | Cantebury Pilgrim 1893                            | Pilgrimage                                        |
| Mère Selene 1919                                  | Serenissima 1913                                  | Minoru 1906                                       | Cyllene                                           |
| Mère Selene 1919                                  | Serenissima 1913                                  | Minoru 1906                                       | Mother Siegel                                     |
| Mère Selene 1919                                  | Serenissima 1913                                  | Gondolette 1902                                   | Loved One                                         |
| Mère Selene 1919                                  | Serenissima 1913                                  | Gondolette 1902                                   | Dongola (famille 6-e)                             |